# Joseph Anton Bauer (Maler)
Joseph Anton Bauer (* 5. März 1756 in Feldsberg; † 14. November 1831 in Wien, Rossau № 130) war ein österreichischer Maler, Kupferstecher und Galeriedirektor.

## Leben
Bauer war der erste Sohn des Malers Lucas Bauer (1708–1762), der im Dienst der Fürsten von Liechtenstein stand, und seiner Frau Theresia Ehrnfridin von Ehrnthall (* 22. Oktober 1730), Tochter des fürstlich liechtensteinischen Verwalters aus Wilfersdorf. Zu seinen sechs Geschwistern zählten die Maler Franz Andreas (1758–1840) und Ferdinand Lukas Bauer (1760–1826).
Joseph Anton besuchte erst die örtliche Knabenschule, ab etwa 1763 wurde seine Erziehung – und auch die seiner ebenfalls malbegabten Brüder Franz Andreas und Ferdinand Lukas – durch die Unterstützung der Barmherzigen Brüder und des Professors der örtlichen chirurgischen Schule, Bruder Norbertus Adamus Boccius (1731–1806), beeinflusst. Danach besuchte er die Wiener Akademie und wurde 1781 als Stipendiat von Fürst Franz Josef von Liechtenstein nach Rom geschickt. Gemeinsam mit dem Maler Franz Caucig kehrte er 1788 nach Wien zurück. Dort trat er als Diener und dann als Kammermaler in den Dienst Fürst Alois’. Fürst Johann Joseph von Liechtenstein ernannte ihn 1806 zum Direktor der Fürstlich Liechtenstein’schen Gemäldegalerie.

## Werk
In seiner Jugend wirkte Joseph Anton Bauer in Feldsberg an der Herstellung des Florilegiums Liber regni vegetabilis (Fürstliche Sammlungen in Wien) mit, an der auch seine Brüder beteiligt waren. In Rom malte er eine Reihe von monochromen Aquarellen, die Antiken (u. a. Amazone Mattei) darstellten, sowie Akte und biblische Szenen. Zu seinem schmalen Spätwerk gehören die neoklassizistischen Ölbilder Beweinung des Hektor durch Andromache (Musée d’Art Roger-Quilliot) und Mars sitzend (Fürstliche Sammlungen Liechtenstein). Er kopierte auch Werke von Meistern wie Guido Reni und Anton Raphael Mengs.